# Maamme
Maamme (/ˈmɑːmːe/), en suédois : Vårt land (/ˈvoːrt ˈlɑnːd/), est l'hymne national de la Finlande. Le titre signifie « Notre pays » dans les deux langues. La musique a été composée par Fredrik Pacius et les paroles sont la première et la dernière strophe d'un poème en suédois de Johan Ludvig Runeberg. La musique sert également à l'hymne national estonien, Mu isamaa, mu õnn ja rõõm.

## Historique

### Le premier poème d'une épopée patriotique
C'est donc en suédois qu'à l'été de 1846 Runeberg a d'abord composé les paroles de cet hymne.
Vårt land est le premier des trente-cinq poèmes des Contes de l'enseigne Stål, Fänrik Ståls sägner en suédois ; ces Contes sont une épopée lyrique, publiée en deux tomes, le premier en 1848 et le deuxième en 1860, sur la perte de la Finlande par la Suède au profit de la Russie en 1809.
On dit que Runeberg aurait été poussé  à écrire « Vårt land » par l’Appel, « Szózat (en) », de Mihály Vörösmarty, publié en 1836 et encore aujourd'hui hymne national officieux de la Hongrie.

### Versions finnoises
On attribue souvent le texte en finnois à la traduction de l'ensemble des Contes par Paavo Cajander (en) en 1889, mais c'est en fait une adaptation de 1867, faite par Julius Krohn, dont il s'agit.
Une nouvelle traduction finnoise des Contes par Juhani Lindholm (fi) a été publiée en 2007, comprenant une nouvelle version de Maamme, mais c'est toujours l'ancienne qui sert d'hymne national.

### Contexte historique

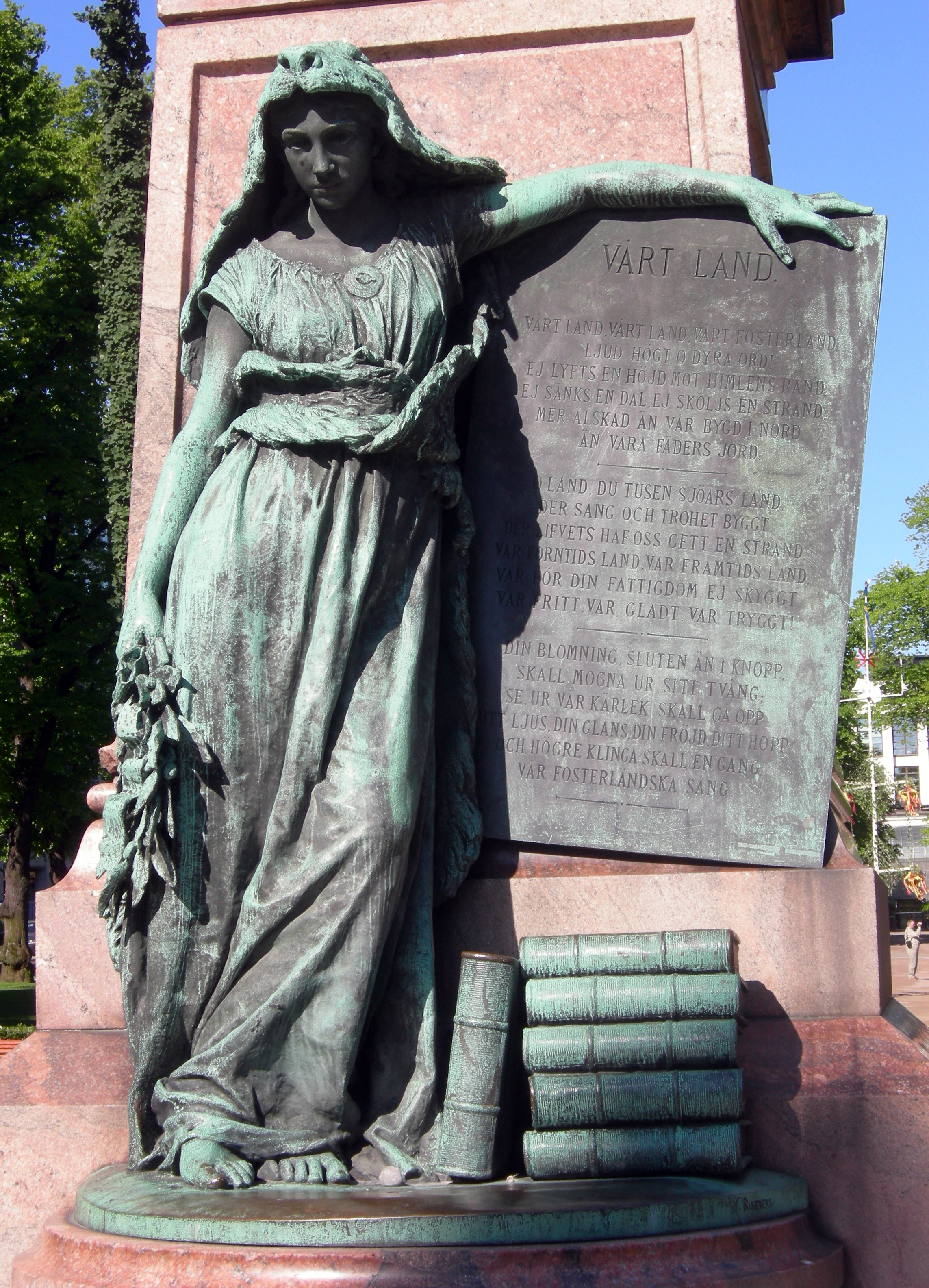
Le socle de la statue de Runeberg dans le parc Esplanadi à Helsinki, sculptée par son fils Walter (1838–1920), expose les strophes 1, 10 et 11 de « Vårt land ».

L'hymne fut chanté pour la première fois en public en suédois le 13 mai 1848  à Helsinki, lors de la « Journée de Flore » (Floradagen en suédois, Flooran päivä en finnois) dans le jardin de Kumtähti.
Fredrik Cygnaeus, président de la Chorale universitaire (sv) (en suédois « Akademiska sångföreningen ») de la ville, que Fredrik Pacius lui-même avait créée en 1838, y avait fait le discours principal, concluant en levant son verre « À la Finlande ». À la fin, les centaines d'étudiants présents entonnèrent joyeusement « Vårt land » à sa suite, sur l'air de Pacius, la première adaptation musicale du poème qui ait connu un véritable succès.
Pour l'occasion, l'association avait composé un drapeau, représentant un lion couronné de lauriers sur champ d'argent : on peut dire que ce fut le premier drapeau de la Finlande contemporaine.
Le statut de « Maamme » comme hymne national a souvent été contesté en Finlande, jusqu'au Parlement, et Finlandia de Jean Sibelius proposé à la place, entre autres parce que les partis de droite vainqueurs de la guerre civile en 1918 avaient fait un usage politique des poèmes de Runeberg. Ainsi, une association nationaliste féminine fondée en 1919 s'était donnée le nom de « Lotta Svärd », celui d'un autre poème des Contes de l'enseigne Stål – svärd veut dire « épée » en suédois, comme stål veut dire « acier » ; de même, « Sotilaspoika », devenu entre les deux guerres le nom d'une association patriotique pour jeunes garçons, était le nom finnois d'un autre poème des Contes, « Soldatgossen » -- L'enfant soldat en suédois.

### Chanson patriotique en Suède
Comme, à la différence de la version finnoise, la version en suédois de l'hymne ne comporte aucune référence expresse à la Finlande, on le chante aussi en Suède, dans les écoles primaires et secondaires. Elle figurait par exemple dans le Psautier de l'École du dimanche de Suède (Svensk söndagsskolsångbok) de 1929, comme le Psaume no 283, sous la rubrique « XXIV, Maison et patrie » (XXIV. Hem och fosterland).
Cependant, l'hymne national de Suède, quoique non officiel mais sur un thème singulièrement comparable, est Du gamla, du fria.

## Mélodie
Fredrik Pacius, qui a composé en 1848 l'air de Maamme, était un compositeur d'origine allemande : né Friedrich Pacius à Hambourg le 19 mars 1809, il s'était en 1834, après de nombreuses années passées comme violoniste à Stockholm, installé à Helsinki, où il était devenu professeur de musique à l'université impériale Alexandre (aujourd'hui l'université de Helsinki).
On dit qu'il avait écrit cet air en un quart d'heure, et les musicologues y notent des réminiscences de la chanson à boire « Papst und Sultan » (en allemand : « Pape et Sultan »). « Sotilaspoika », également composé en 1858 par Pacius à partir des Contes de l'enseigne Stål, présente aussi des ressemblances avec « Papst und Sultan ».

### Un air pour trois hymnes nationaux
Le succès de la mélodie de Pacius pour Maamme a dépassé  les limites de la Finlande et de la Suède, et les Estoniens l'ont aussi choisie pour leur hymne national en 1920 puis, de nouveau, en 1990, sur un poème écrit en 1869 par Johann Voldemar Jannsen : Mu isamaa, mu õnn ja rõõm (« Ma patrie, mon bonheur et ma joie »).
Les Lives aussi l'ont adoptée pour leur hymne national Min izāmō, min sindimō (« Ma patrie, mon pays natal »), écrit par le poète de Courlande Korli Stalte (en) (1870–1947) ; la Livonie, lieu du roman policier Un drame en Livonie de Jules Verne, n'est plus aujourd'hui qu'une région, au nord de la Lettonie. L'air se chante traditionnellement avec accompagnement d'orgue

## Paroles

### Paroles officielles
L'hymne national comporte officiellement la première et la dernière des onze strophes du poème.

### Le poème de Runeberg en entier
Le texte suédois d'origine ne se réfère expressément à la Finlande que dans la strophe 4 : « Det finska folkets hjärta slog » (« Battait le cœur du peuple finlandais »). Seule la strophe 10 pourrait contenir une autre allusion spécifique par l'intermédiaire de son statut politique : « Vår forntids land, vår framtids land » (« Notre pays d'hier, notre pays de demain », traduit par Krohn comme « s'a muistojen, s'a toivon maa » c'est-à-dire : « toi, pays des souvenirs, toi pays de l'espoir »). Cette même strophe 10 contient la fameuse périphrase désignant la Finlande « pays des mille lacs » (tusen sjöars land / maa tuhatjärvinen), quoique la Suède en comporte aussi pas mal.
Le texte intégral du poème est repris ci-dessous. La traduction du suédois au français est parue dans le recueil Le roi Fialar, Garnier frères, 1879. Elle est en prose et a été alignée typographiquement de façon à correspondre au mieux au texte suédois en vers.

### Fichiers audio externes
- Version chantée traditionnelle livonienne avec orgue.
- [rm] « Maamme » chanté par le chœur Polytech.
- [MP3] « Min izāmō, min sindimō », hymne national livonien, chanté  sur le même air, la première et la deuxième strophe sont permutées par rapport à la version courante.
- Version orchestrale officielle de l'Estonie (format wav).
- [MP3] Version chantée de « Szózat ».
- [MP3] « Du gamla, du fria » (version instrumentale de l'hymne national non officiel de la Suède, par la U.S. Navy Band).
- Un échantillon chanté de « Papst und Sultan » (cliquer sur « Play sample »).